# Hersilia sagitta
Hersilia sagitta là một loài nhện trong họ Hersiliidae.
Loài này thuộc chi Hersilia. Hersilia sagitta được miêu tả năm 2006 bởi Foord & Dippenaar-Schoeman.